# Ковалик Сергій Пилипович
Сергі́й Пили́пович Кова́лик (рос. Сергей Филиппович Ковалик; 13 жовтня (25 жовтня за новим стилем) 1846, нині Зіньківський район Полтавської області — 26 квітня 1926, Мінськ) — російський революціонер-народник родом з України.

## Біографія
Походив із дворян. Його батько був сином козака із Зіньківського повіту Полтавської губернії. Закінчив військову школу у Санкт-Петербурзі. Після відставки, купив маєток у Чериковському повіті Могильовської губернії. Мати померла після родів, коли Сергію було два роки. У 1869 році він закінчив Київський університет. 1870 року при цьому університеті витримав іспит на ступінь кандидата математичних наук.
1872 року Ковалика вибрали мировим суддею в Мглинському повіті Чернігівської губернії. Він керував з'їздом мирових суддів цього повіту. Проте невдовзі Ковалик відмовився від діяльності на легальній основі та повністю присвятив себе революційній роботі.
Ковалик брав участь в організації перших народницьких гуртків 1870-х років, був одним з організаторів «ходіння в народ».
1873 року Ковалик виїжджав за кордон, де познайомився з Михайлом Бакуніним, Петром Лавровим, Петром Ткачовим. Повернувшись у Росію, вів пропаганду в Харкові, Москві, Києві, в селах на Волзі.
У липні 1874 року Ковалика заарештували. За вироком «процесу 193-х», де він був головним звинуваченим разом із Порфирієм Войнаральським, Іполитом Мишкіним, Дмитром Рогачовим, Кавалика засудили до десяти років каторги. Термін відбував в основному в Сибіру. На поселенні жив у Верхоянську та Іркутську, де співпрацював у журналі «Восточное обозрение». Брав участь в етнографічних експедиціях в Якутії.
1898 року переїхав у Мінськ. Служив у державних закладах, викладав. У радянський час читав лекції з математики (до 1922 року) в Мінському політехнічному інституті.
Ковалик — автор спогадів «Революційний рух сімдесятих років і процес 193-х», виданих 1928 року в Москві.